# Mireia Oriol
Mireia Oriol (Argentona, Barcelona, 14 de mayo de 1996) es una actriz española. Ha actuado en teatro, cine y televisión. Su papel más conocido es el de Lorena en Les de L'hoquei, serie catalana emitida en TV3.

## Biografía
A los 16 años estudió en la escuela Nancy Tuñon i Jordi Oliver, y formó parte de la obra “Lo que no se dice” de Eric Martínez, inició su trayectoria profesional como modelo, y mientras trabajaba en París, un asesor le animó a estudiar interpretación en una escuela suya de Londres durante dos años. Poco después, mientras estudiaba cine en la Universidad Pompeu Fabra, comenzó a aparecer en los cortometrajes de sus compañeros de estudio.  Debutó en el cine de larga duración apareciendo en la película ESO Entidad Sobrenatural Oculta (2009). Más tarde actuó, junto con Belén Rueda, en la película El pacto (2018) y se inició en la televisión con la serie de TV3 Com si fos ahir en el personaje de Estrella. Sus trabajos más recientes son: Les de l'hoquei (2019-2020), en la que interpreta a Lorena Sánchez, Tocados por el fuego (2019) y El arte de volver (2020).

## Filmografía

### Cine
| Año  | Título                             | Personaje         | Director         |
| ---- | ---------------------------------- | ----------------- | ---------------- |
| 2009 | E.S.O. Entidad Sobrenatural Oculta | Niña fantasma     | Santiago Lapeira |
| 2018 | El pacto                           | Clara             | David Victori    |
| 2020 | Tocados por el fuego               | Sogues            | Santiago Lapeira |
| 2020 | El arte de volver                  | Laura             | Pedro Collantes  |
| 2023 | Keratyna                           | Angie             | Miguel Azurmendi |
| 2024 | Soy Nevenka                        | Nevenka Fernández | Icíar Bollaín    |

### Televisión
| Año       | Título             | Personaje        | Canal       | Notas        |
| --------- | ------------------ | ---------------- | ----------- | ------------ |
| 2018      | Com si fos ahir    | Estrella         | TV3         | 3 episodios  |
| 2019      | Terror.app         | Alicia Muruzábal | Atresplayer | 6 episodios  |
| 2019-2020 | Les de l'hoquei    | Lorena Sánchez   | TV3         | 26 episodios |
| 2020      | La treintena       | Susana           | VIX         | 2 episodios  |
| 2022      | Alma               | Alma             | Netflix     | 9 episodios  |
| 2023      | La mirada de Fiona | Fiona            | TV3         | 6 episodios  |

### Cortometrajes
- Lina, de Nür Casadevall (2015)[8]
- Waste, de Alejo Levis y Laura Sisteró (2015)
- Amo, de Àlex Garabato (2016)
- Sol creciente, de Guillem Manzanares (2017)
- Sans moi, je exist, de Rubén Suárez (2020)
- Amor a primera vista, de Ian Pons Jewell (2021)